# Рэмси, Дэвид (историк)
Дэвид Рэмси (англ. David Ramsay; 2 апреля 1749 — 8 мая 1815) — американский медик, историк и политик из Чарльстона, штат Южная Каролина. Он был делегатом от Южной Каролины в Континентальном конгрессе в 1782—1783 и 1785—1786 годах. Один из первых крупных историков Американской войны за Независимость.

## Биография
Дэвид Рэмси родился в графстве (о́круге) Ланкастер (на территории будущего штата Пенсильвания) в семье ирландских иммигрантов. Окончил Принстонский университет в 1765 году, получил степень доктора медицины в университете Пенсильвании в 1773 году и поселился в Чарльстоне, где у него была обширная врачебная практика.
Во время Американской войны за Независимость он был с 1776 по 1783 годы членом законодательной ассамблеи Южной Каролины. Когда в 1780 году к Чарльстону подступили англичане, служил в ополчении Южной Каролины в качестве военно-полевого хирурга. Когда город был захвачен в 1780 году, Рэмси был почти на год посажен в тюрьму в городе Сент-Августин, Флорида, прежде чем освобождён по обмену пленными. С 1782 по 1786 годы он служил в Континентальном конгрессе, а с 1801 по 1815 годы — в сенате штата, в котором долгое время был президентом.
Был убит в 1815 году психически больным, экспертизу состояния которого он ранее проводил как врач.
В своё время Рэмси был более известен как историк и писатель, нежели чем политик. Он был одним из первых крупных историков американской революции.